# 마니푸르덤불쥐속
마니푸르덤불쥐속 또는 하드로미스속(Hadromys)은 쥐과에 속하는 설치류 속의 하나이다. 아시아에서 발견되며, 현존하는 2종을 포함하고 있다.

## 특징
중형 크기의 설치류로 꼬리 길이 106~132mm를 제외한 몸길이가 118~140mm이다. 몸무게는 최대 77g이다.

## 분포
인도와 중국에 널리 분포한다.

## 하위 종
2종이 알려져 있다.
- 마니푸르덤불쥐 (Hadromys humei)
- † Hadromys loujacobsi
- 윈난덤불쥐 (Hadromys yunnanensis)